# Fura gāru
Fura gāru (no Brasil, Um Paraíso Havaiano) é um filme de comédia e drama japonês de 2006, dirigido por Sang-il Lee e co-escrito por Lee e Daisuke Habara. O filme foi lançado pela primeira vez nos cinemas japoneses em 23 de setembro de 2006. É estrelado por Yû Aoi, Yasuko Matsuyuki, Etsushi Toyokawa, Shizuyo Yamazaki, Ittoku Kishibe, Eri Tokunaga, Yoko Ikezu e Sumiko Fuji. O filme é baseado em uma história real sobre um grupo de garotas entusiasmadas que começa a dançar hula para salvar a cidade de Iwaki, ajudando na formação do Centro Havaiano Joban (hoje conhecido como Spa Resort Hawaiians), que mais tarde se tornaria um dos parques temáticos mais populares do Japão.
Hula Girls foi aclamado pela crítica após o lançamento no Japão e indicado a um total de 12 prêmios da Academia do Japão em 2007, tendo vencido em cinco categorias importantes, incluindo melhor filme, melhor diretor, melhor roteiro, melhor atriz coadjuvante (para Yū Aoi) e popularidade. Também recebeu dois prêmios importantes no 80º prêmio Kinema Junpo, incluindo o de melhor filme e melhor atriz coadjuvante (para Yû Aoi). Desde seu lançamento no Japão, o filme foi exibido em cinemas e festivais de cinema em todo o mundo. Em 2007, foi selecionado como representante do Japão à edição do Oscar 2007, organizada pela Academia de Artes e Ciências Cinematográficas.

## Sinopse
Em 1965, a fria cidade de Iwaki, cuja economia era baseada na mineração de carvão, enfrentava desemprego devido ao petróleo se tornar o recurso de energia predominante no Japão.
A mineradora desenvolve um plano para usar fontes termais nas minas para fornecer calor a um resort spa de um centro havaiano. O plano é recebido com hostilidade pelos mineradores, mas a empresa recruta Madoka Hirayama (Yasuo Matsuyuki) uma professora de dança desafortunada de Tóquio para ensinar a dança havaiana do hula às meninas da cidade.
No início, apenas um pequeno grupo principal aceita o desafio. Sanae (Tokunaga) está preocupada que seu pai viúvo perca o emprego e a capacidade de sustentar os quatro filhos. Ela convence sua melhor amiga Kimiko (Yû Aoi) a se juntar a ela no desastroso primeiro encontro. Após o boato de que elas teriam que dançar nuas, Sanae e Kimiko parecem ser as únicas a crer nas garantias de que o boato é falso, já que dezenas de suas companheiras fogem. As duas meninas se juntam a Hatsuko (Yoko Ikezu), a secretária do organizador, e Sayuri (Shizuyo Yamazaki), uma menina grande e desajeitada.
As coisas vão mal quando o treinamento começa, e uma frustrada Hirayama quase desiste, até que o entusiasmo das meninas a convence a tentar o plano novamente. Kimiko e sua mãe, Chiyo (Sumiko Fuji), têm uma discussão, o que leva a menina a ir embora de casa para ficar na escola, mas conforme o treinamento continua e o desemprego se aproxima, algumas das outras meninas voltam e se juntam à escola. No dia em que o pai de Sanae é demitido, ele chega em casa e encontra a garota usando trajes de dança havaniana e bate nela. Isso ultraja Hirayama, que o ataca. Quando ele deixa a cidade, Sanae parte com ele para cuidar dos irmãos, após fazer com que Kimiko, que se tornou a líder das meninas, prometa que irá continuar aprendendo a dança.
Arrasada pela saída de sua amiga, Kimiko acha impossível manter o foco necessário na dança, mas é informada que o show deve continuar. Ela não aceita isso até que seu irmão (Etsushi Toyokawa) diga a ela para ir até o fim. Ela se recompõe a tempo de se juntar à turnê de divulgação. 
Depois de uma desastrosa primeira apresentação na turnê, as garotas se juntam como uma equipe e a turnê é um grande sucesso, até um acidente em uma mina envolvendo pai de Sayuri. Informada sobre o acidente pouco antes da última apresentação planejada, a trupe se prepara para voltar para casa. Sabendo que seu pai quer que ela tenha sucesso, Sayuri implora pela chance de terminar a turnê. O ônibus chega à cidade horas depois que o pai de Sayuri morre, e enquanto sua família e amigos a repreendem, Hirayama assume a responsabilidade por não retornar imediatamente, aceitando outro fracasso em sua carreira. Seus alunos, no entanto, se recusam a deixá-la sair.
No entanto, as palmeiras importadas para o centro havaiano estão ameaçadas pelo frio. Um pacote enviado por Sanae chega para Kimiko. Sua mãe, Chiyo, o leva para o estúdio de dança, onde ela vê as habilidades que sua filha adquiriu. Chiyo coleta fogareiros para dar à filha a chance de viver seu sonho. Ela ainda comparece à noite de abertura, na qual Kimiko usa a flor enviada por Sanae em sua apresentação. A apresentação de abertura é um grande sucesso, estabelecendo o Centro Havaiano Joban como um destino turístico.

## Elenco
- Yasuko Matsuyuki como Madoka Hirayama
- Etsushi Toyokawa como Yojiro Tanikawa
- Yû Aoi como Kimiko Tanikawa
- Shizuyo Yamasaki como Sayuri Kumano
- Yoko Ikezu como Hatsuko Sasaki
- Eri Tokunaga como Sanae Kimura
- Ittoku Kishibe como Norio Yoshimoto
- Sumiko Fuji como Chiyo Tanikawa
- Katsumi Takahashi como Seiji Kimura
- Masaru Shiga como Goro Kumano
- Hiroki Miyake como Yojiro